# Chalcis strigulosa
Chalcis strigulosa är en stekelart som beskrevs av Costa 1881. Chalcis strigulosa ingår i släktet Chalcis och familjen bredlårsteklar.
Artens utbredningsområde är Italien. Inga underarter finns listade i Catalogue of Life.